# Họ Cá tầm thìa
Cá tầm thìa (Polyodontidae) là các loài cá vây tia nguyên thủy.

## Phân loại
Họ này còn 1 loài sinh tồn và 5 chi tuyệt chủng:
Polyodontidae
- Phân họ † Paleopsephurinae
  - Chi †Paleopsephurus MacAlpin, 1947
    - Loài †Paleopsephurus wilsoni MacAlpin, 1947 Các hóa thạch Protopsephurus liui
- Phân họ Polyodontinae
  - Chi †Crossopholis Cope, 1883

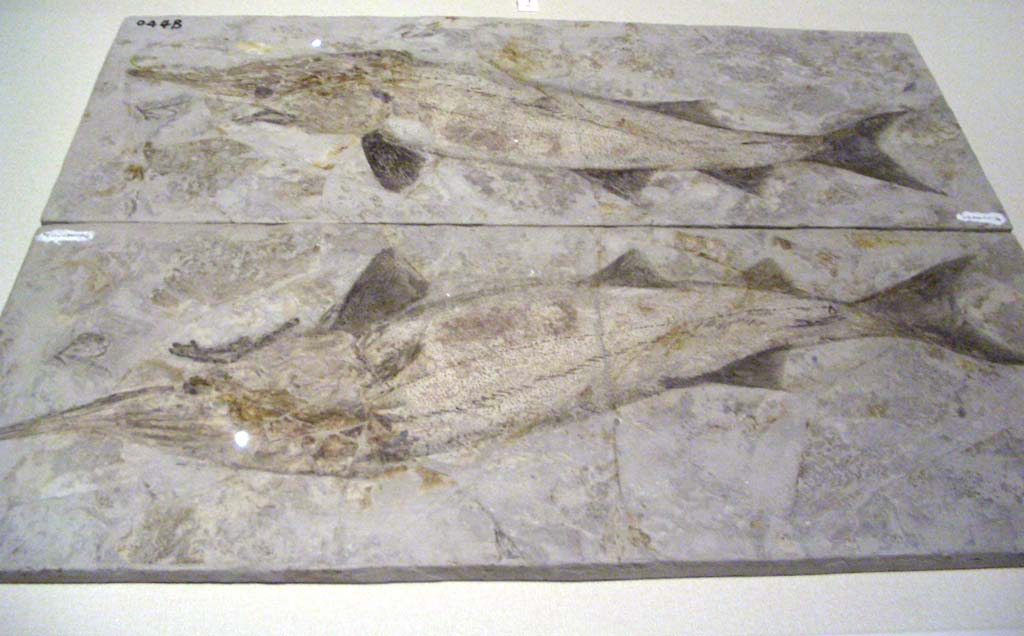
Các hóa thạch Protopsephurus liui

    - Loài †Crossopholis magnicaudatus Cope, 1883

  - Chi Polyodon Lacépède, 1797
    - Polyodon spathula Walbaum, 1792
    - †Polyodon tuberculata Grande & Bemis, 1991

  - Chi Psephurus Günther, 1873
    - Psephurus gladius E. von Martens, 1862
- Phân họ †Protopsephurinae Grande & Bemis, 1996
  - Chi †Protopsephurus Lu, 1994
    - Loài †Protopsephurus liui Lu, 1994